# Oswald Rommel senior
Oswald Rommel senior (geboren 1844; gestorben 1924) war ein deutscher Bildhauer.

## Leben

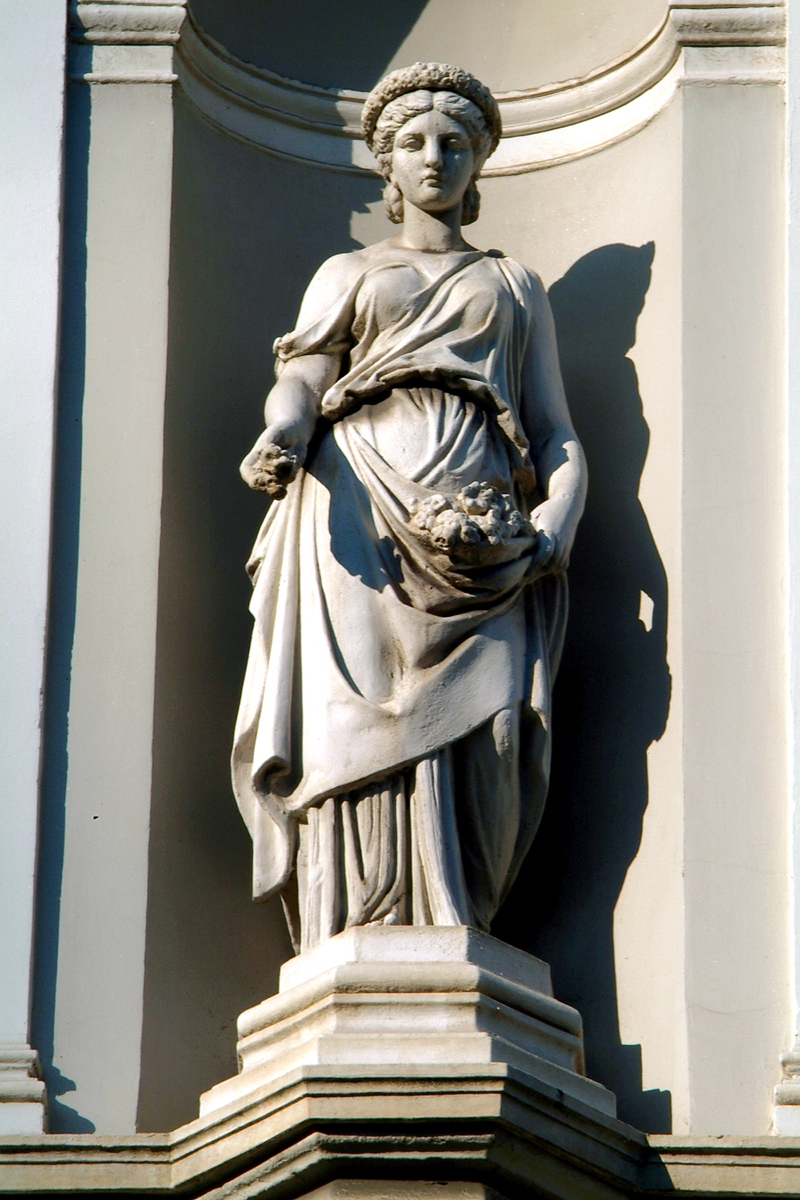
Eine von Rommels erhaltenen Skulpturen an der 1872 bis 1875 von Heinrich Köhler errichteten Gruppe von Villen am Schiffgraben in Hannover

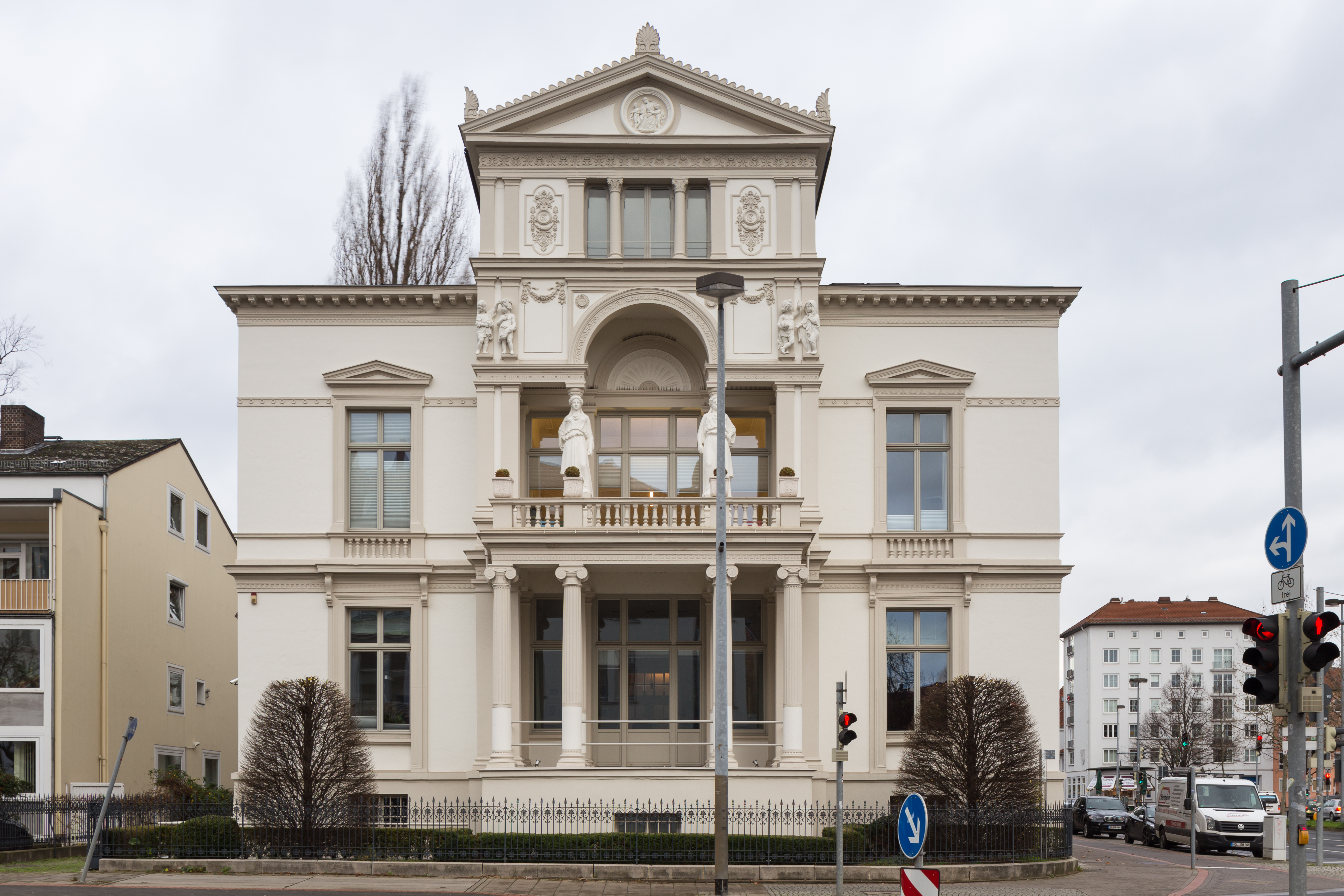
Figurenschmuck an der denkmalgeschützten Villa Coppel am Emmichplatz 4 in Hannover

### Familie
Oswald Rommel war der Sohn des Künstlers und Bibliothekars der späteren Leibniz Universität Ernst Rommel und der Vater der Bildhauer Oswald Rommel junior (* 1878) und Elsbeth Rommel (* 1879).

### Werdegang
Oswald Rommel studierte in den 1860er Jahren in Bildhauerei an der Akademie der Bildenden Künste München. Später ließ er sich in Hannover nieder und wohnte von 1898 bis 1929 im Haus Kirchwender Straße 9 im Zooviertel.
Nach einer Notiz in den Mitteilungen der Vereinigung ehemaliger Schüler des Realgymnasiums vom 20. Dezember 1933 wäre „[...] ein großer Teil des bildnerischen Schmucks am Neuen Rathaus“ in Hannover „[...] die letzten Arbeiten“ von Oswald Rommel gewesen, allerdings fanden sich bis zum Jahr 2013 keine weiteren Belege für diese Aussage.

## Erhaltene Werke (Auswahl)
in Hannover
- an der von dem Architekten Heinrich Köhler von 1872 bis 1875 errichteten Gruppe von Villen von Emmichplatz entlang des Schiffgrabens:
  - Figurenschmuck an der für den Bankier Simon Coppel errichteten Villa Coppel am Emmichplatz 4 Ecke Schiffgraben[3]
  - Villen am Schiffgraben 53 und Schiffgraben 57[3]
- Fassadenschmuck am ehemaligen Bankhaus Bartels an der Rathenaustraße 3,[1] errichtet um 1900 von dem Architekten Friedrich Geb, während der Figurenschmuck von Rommel erst beim Umbau der Dachzone im Jahr 1910 angebracht wurde[3]